# Monuments nationaux de Cazin
Cet article recense les monuments nationaux situés sur le territoire de la municipalité de Cazin en Bosnie-Herzégovine et dans la fédération de Bosnie-et-Herzégovine. La liste établie par la Commission pour la protection des monuments nationaux compte 7 monuments nationaux inscrits sur la liste principale et 4 monuments inscrits sur une liste provisoire.

## Monuments nationaux
| Monument                        | Localité             | Géolocalisation              | Datation                                 | Commentaire éventuel                             | Photo |
| ------------------------------- | -------------------- | ---------------------------- | ---------------------------------------- | ------------------------------------------------ | ----- |
| Nişans de la famille Kajtezović | Pećigrad-Donja Lučka |                              | XXe siècle                               | Les nişans sont des stèles funéraires ottomanes. |       |
| Tour Radetina                   | ?                    |                              | XVe siècle ?                             | Avec l'ensemble naturel                          |       |
| Maison d'Ibro Alagić            | Cazin                |                              | Première moitié du XIXe siècle           |                                                  |       |
| Maison de Nurija Pozderac       | Cazin                |                              | Vers 1820                                |                                                  |       |
| Forteresse de Bijela Stijena    | Stijena              |                              | Moyen Âge, période ottomane              |                                                  |       |
| Forteresse de Cazin             | Cazin                |                              | Moyen Âge, période ottomane              | Avec la mosquée                                  |       |
| Forteresse d'Ostrožac           | Ostrožac             | 44° 54′ 16″ N, 15° 56′ 12″ E | Mentionnée pour la première fois en 1286 |                                                  |       |

## Liste provisoire
| Monument                                   | Localité | Géolocalisation | Datation                                                           | Commentaire éventuel | Photo |
| ------------------------------------------ | -------- | --------------- | ------------------------------------------------------------------ | -------------------- | ----- |
| Mosquée de Šturlić                         | Šturlić  |                 |                                                                    |                      |       |
| Mosquée dans la forteresse de Pećigrad     | Pećigrad |                 |                                                                    |                      |       |
| Ruines de la vieille forteresse d'Ostrožac | Ostrožac |                 | Préhistoire, Moyen Âge, période ottomane, période austro-hongroise |                      |       |
| Forteresse de Pećigrad                     | Pećigrad |                 |                                                                    |                      |       |